# Calotte glaciaire de Quelccaya
La calotte glaciaire de Quelccaya (également connue sous le nom de calotte glaciaire de Quenamari) est la deuxième plus grande zone glaciaire des tropiques, après la calotte glaciaire de Nevado Coropuna. Située dans la section de la cordillère Orientale des Andes au Pérou, la calotte glaciaire couvre une superficie de 42,8 kilomètres carrés avec une glace allant jusqu'à 200 mètres d'épaisseur. Il est entouré de hautes falaises de glace et d'un certain nombre de glaciers secondaires dont le plus grand est connu sous le nom de glacier Qori Kalis (en), des lacs, des moraines, des tourbières et des zones humides. Il abrite une flore et une faune riches, y compris des oiseaux qui nichent sur la calotte glaciaire. Quelccaya est une source d'eau importante, qui finit par fondre et s'écouler dans le río Inambari et le río Urubamba.
Un certain nombre de carottes de glace ont été obtenues à Quelccaya, dont deux datant de 1983 qui ont été les premières récupérées en dehors des régions polaires. Les états climatiques passés ont été reconstruits à partir des données de ces carottes de glace et ceux-ci incluent des preuves du petit âge glaciaire, des sécheresses régionales et des périodes humides d'importance historique et des événements liés à El Niño, passés et récents. La calotte glaciaire est régulièrement surveillée et dispose d'une station météorologique.
Ce glacier a, dans le milieu scientifique, le surnom de « pierre de Rosette du climat », provenant du fait que les nombreux carottages ont permis de retracer deux mille ans d'histoire glaciaire.
Quelccaya était beaucoup plus grand dans le passé, fusionnant avec les glaciers voisins à l'époque du Pléistocène. Une expansion secondaire s'est produite pendant l'inversion du froid antarctique (en) ou les anomalies climatiques du Dryas récent. Au début de l'Holocène, la calotte glaciaire s'est rétrécie à une taille plus petite qu'aujourd'hui. Il y a environ 5 000 ans, une expansion néoglaciaire a commencé. Un certain nombre de moraines — en particulier dans la vallée de Huancané — témoignent des expansions et des changements passés de Quelccaya, bien que la chronologie des moraines individuelles reste souvent floue.
Après avoir atteint une expansion secondaire pendant le petit âge glaciaire, Quelccaya a rétréci en raison du réchauffement climatique causé par l'homme : perdant 47 % de sa superficie entre 1975 et 2020. En particulier, le glacier Qori Kalis a reculé de manière significative. Les modèles climatiques prédisent que sans mesures d'atténuation du réchauffement climatique, Quelccaya est susceptible de disparaître au cours du XXIe ou XXIIe siècle.

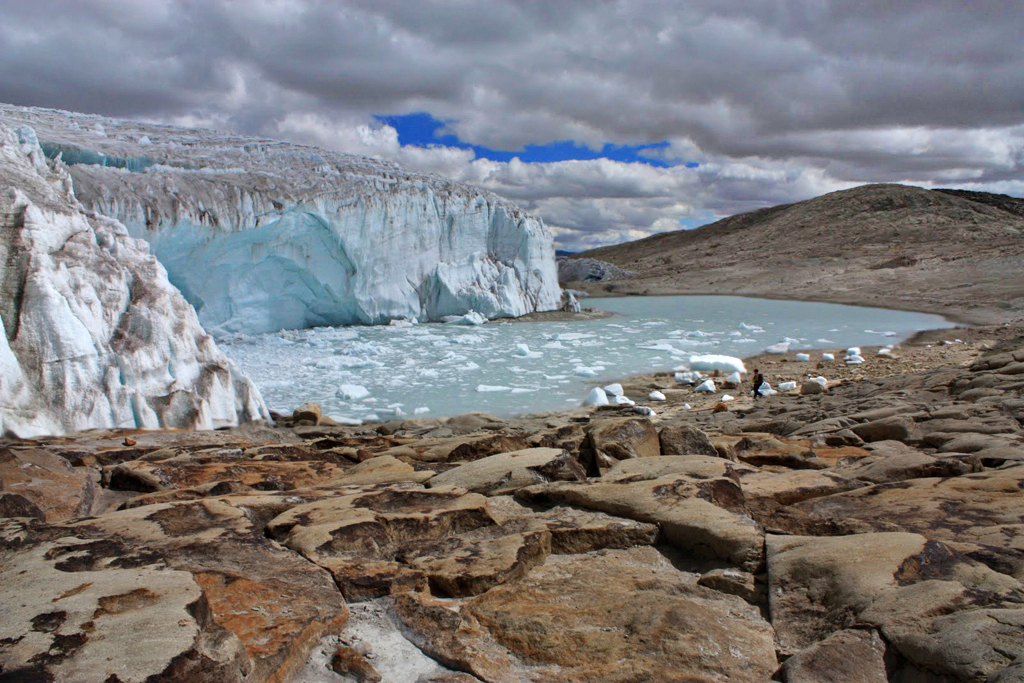
Un des fronts glaciaires de la calotte glaciaire de Quelccaya.